# Tabernaemontana robinsonii
Tabernaemontana robinsonii är en oleanderväxtart som först beskrevs av Robert Everard Woodson, och fick sitt nu gällande namn av A.O.Simões och M.E.Endress. Tabernaemontana robinsonii ingår i släktet Tabernaemontana och familjen oleanderväxter. Inga underarter finns listade i Catalogue of Life.